# Letnin
Letnin [pronunciación en polaco: /ˈlɛtnin/] es un pueblo ubicado en el distrito administrativo de Gmina Pyrzyce, dentro del Condado de Pyrzyce, Voivodato de Pomerania Occidental, en el norte de Polonia occidental. Se encuentra aproximadamente a 8 kilómetros al sureste de Pyrzyce y a 45 kilómetros al sureste de la capital regional Szczecin.
Antes de 1945, el área fue parte de Alemania.
El pueblo tiene una población de 334 habitantes.